# Wojciechy (powiat bartoszycki)
Wojciechy (do 1945 niem. Albrechtsdorf) – wieś w Polsce położona w województwie warmińsko-mazurskim, w powiecie bartoszyckim, w gminie Bartoszyce. Do 1954 roku siedziba gminy Wojciechy. W latach 1954–1972 wieś była siedzibą Gromadzkiej Rady Narodowej. W latach 1975–1998 miejscowość należała administracyjnie do województwa olsztyńskiego.

## Historia
Wieś lokowana w 1335 na prawie chełmińskim na 80 włokach. W 1362 i ponownie w 1392 przeszła w posiadanie pruskiego rodu Malgedinów. W wieku XVIII i początku XIX funkcjonowała jako wieś królewska. W połowie XIX nastąpiło uwłaszczenie.
Wieś mocno została zniszczona w 1414 w czasie wojny polsko-krzyżackiej (straty oceniona na 300 grzywien).
Kościół wybudowano najprawdopodobniej w XIV wieku, ale pierwsza zachowana wzmianka pochodzi dopiero z 1498 r. Przed reformacją należał do archiprezbiteriatu lidzbarskiego. W 1527 r. uległ znacznemu zniszczeniu, odbudowany w XVI w. a przebudowany w 1655 r. Kolejne rozbudowy kościoła następowały w roku 1720 (przebudowana kruchta), 1751 (wieża), 1869 (zakrystia). W latach 1525–1945 pozostawał w posiadaniu protestantów a patronat sprawowali Kreytzwenowie z Piast Wielkich. Parafię katolicką erygowano ponownie w 1962 r.
Szkoła powstała w 1525 r. (szkoła przykościelna), natomiast w 1737 poddana została nadzorowi państwowemu. W 1935 r. w szkole pracowało dwóch nauczycieli a uczęszczało 129 uczniów.
Pierwszym wójtem po 1945 r. był Czesław Czarnecki. W 1946 r. uruchomiono szkołę (pierwszy kierownik - Stanisław Czarnecki). Nowy budynek szkolny wybudowano w latach 60. XX w. W roku 1983 we wsi było 119 budynków mieszkalnych z 688 osobami, ulice były oświetlone. W tym czasie w Wojciechach znajdowała się siedziba leśnictwa, urząd pocztowy, szkoła podstawowa (dziesięcioizbowa), boisko sportowe, przedszkole z 23 dziećmi, dom kultury, świetlica, klub, filia biblioteczna, sala kinowa na 120 miejsc, ośrodek zdrowia, apteka, punkt weterynaryjny, sklep spożywczy, sklep przemysłowy, zakład fryzjerski, dwa zakłady remontowo-budowlane.
Na początku lat 80. XX wieku we wsi zarejestrowanych było 128 gospodarstw rolnych, gospodarujących na 1182 ha. W 1983 r. znajdowało się w nich 783 sztuki bydła (w tym 387 krów), 651 trzody chlewnej, 114 koni i 97 owiec.

## Kalendarium
- 1335 - założenie wsi przez komtura Bałgi Henryka de Muro
- 1392 - przeszła w ręce szlacheckiej rodziny Malgedinów
- 1414 - zniszczona przez wojska polskie i litewskie
- 1525–1945 - funkcjonuje kościół ewangelicki
- XVIII w. - jest wsią królewską
- 1954–1972 - Wojciechy były siedzibą Gromadzkiej Rady Narodowej
- 1804 - Bitwa pod Wojciechami pomiędzy Austrią i Prusami

## Zabytki
- Gotycki kościół św. Andrzeja Boboli z początku XV w. Orientowany, murowany z kamienia polnego i cegły, otynkowany. Prezbiterium nie jest wydzielone. Wnętrze tynkowane z drewnianym stropem. W nawie strop na łuku koszowym. W latach 1525–1945 w posiadaniu ewangelików, obecnie ponownie katolicki. Kościół odnawiany w latach 1655, 1818, 2007, 2008 i 2009. Kruchta z roku 1720, wieża z 1751 r., zakrystia z 1819 r., zabytkowy wystrój wnętrza (XVII w.), ołtarz główny regencyjny z 1725 r. (zakład J. H. Meissnera) ufundowany przez Eliasza Kreytzera, ponownie odmalowany w 1787, ambona z polichromią z 1735 r. (polichromię wykonał Ludwik Schmidt z Górowa Iławeckiego), misa chrzcielna z XV w.

## Sport
W miejscowości znajduje się siedziba klubu KS Wojciechy. Klub obecnie gra w klasie okręgowej i jest w górnej części tabeli. Prezesem jest Marek Bucik. Klub ma także drugą drużynę juniorską, grającą w klasie okręgowej i zajmującą 2 miejsce. Wcześniejsze nazwy : Asemt Warmia Wojciechy, Paw-Med Wojciechy, Warmiak Wojciechy.